# Пагани, Марсело
Марсело Эрнесто Пагани (исп. Marcelo Ernesto Pagani; род. 19 августа 1941, Санта-Фе) — аргентинский футболист, нападающий.

## Клубная карьера
Марсело Пагани начинал свою футбольную карьеру и провёл большую её часть в команде «Росарио Сентраль», за которую в итоге провёл 67 матчей и забил 23 мяча в рамках чемпионата Аргентины. В 1962 году Пагани перешёл в клуб «Ривер Плейт», откуда в том же году он отправляется в Италию, где он успевает побывать футболистом миланского «Интера», «Мессины» и «Мантовы». В 1966-м Пагани возвращается в родной «Росарио Сентраль», а в 1969-м заканчивает свою карьеру футболиста в чилийском «Аудакс Итальяно».

## Международная карьера
Марсело Пагани попал в состав сборной Аргентины на Чемпионат мира 1962 года. Из 3-х матчей Аргентины на турнире Пагани играл в двух: в играх группового турнира против сборных Болгарии и Венгрии.